# 山下真
山下 真（やました まこと、1968年〈昭和43年〉6月30日 ‐ ）は、日本の政治家、弁護士。奈良県知事（公選第21代）、日本維新の会常任役員・同奈良県総支部代表。元朝日新聞記者。元奈良県生駒市長（3期）。

## 来歴
山梨県東山梨郡牧丘町（現・山梨市）生まれ。駿台甲府高等学校、東京大学文学部フランス語フランス文学科卒業。1992年、朝日新聞社に入社するが、同年12月に退社。塾講師のアルバイトをしながら、翌々年の1994年に京都大学法学部3年次に編入した。1997年、司法試験に合格。1998年、京都大学法学部卒業。司法修習生を経て、2000年に大阪弁護士会に弁護士登録。大阪市内の弁護士事務所に勤務、その後「まこと法律事務所」を開設した（生駒市長就任後に閉鎖）。当時、法律事務所が入っていたビルには橋下徹の事務所もあり、生駒市長選挙に立候補した際は橋下に挨拶をしている。
2005年、奈良県生駒市で市民団体「さわやか生駒」の設立に携わり、代表世話人に就任する。

### 生駒市長
2006年1月22日、生駒市長選挙に政党の推薦や支持を受けず、自身が設立に携わったさわやか生駒の支援を受けて無所属で立候補。対立候補は自由民主党・公明党・社会民主党・新党日本4党が推薦する、4選を目指す現職の中本幸一で、奈良2区選出の自民党の高市早苗衆議院議員や、奈良2区で高市に敗れ比例復活した新党日本の滝実衆議院議員らが支援した他、奈良県知事の柿本善也も応援に駆けつけた。民主党は多選禁止の原則や当時の民主党代表・小沢一郎が打ち出した相乗り禁止の方針に基づき自主投票を決定していたが、奈良県が地盤の前田武志参議院議員は中本を支援（一方で生駒市出身で前衆議院議員の中村哲治は、公の支援を見送った）。日本共産党は前回の選挙では独自候補を擁立したが、今回は候補の擁立を見送った。一方の山下陣営は圧倒的に不利な状況であり、圧倒的な支援を受けた中本に対して山下のボランティアは20数名だけであったが、中本の約1万4000票に対して、山下は約2万8000票の大差をつけ、初当選した。投票率は45.64%。
2010年1月24日、生駒市長選挙で元市議ら2人の対立候補を破り再選。投票率は前回を上回る53.15%だった。2014年1月26日に行われた市が建設中の市立病院の指定管理者を医療法人徳洲会にする従来の方針を掲げて立候補。それを批判する2人の対立候補が挑んだが、山下が大差で3選を果たした。投票率は前回・前々回を大きく下回る38.87%に留まった。

### 2015年奈良県知事選挙
2015年1月5日、記者会見を開いて「4月12日投開票予定の2015年奈良県知事選挙に出馬する」意思を表明した。同年2月26日、生駒市長を辞職し、立候補するも約5万5000票差で荒井正吾に敗北。
2015年6月より塩野・山下法律事務所で弁護士業を再開。
2016年9月16日、市民団体「見張り番・生駒」（代表幹事：阪口保県議）は、荒井正吾奈良県知事が委員長を務める第32回国民文化祭奈良県実行委員会が同文化祭のロゴマークのデザイン料として「くまモン」のデザイン会社に支払った委託料が違法な公金支出だとして、奈良県が荒井知事及び同社に対し510万円を請求することを求める住民訴訟を提起した。山下は同訴訟の代理人を務めた。

### 2017年奈良市長選挙

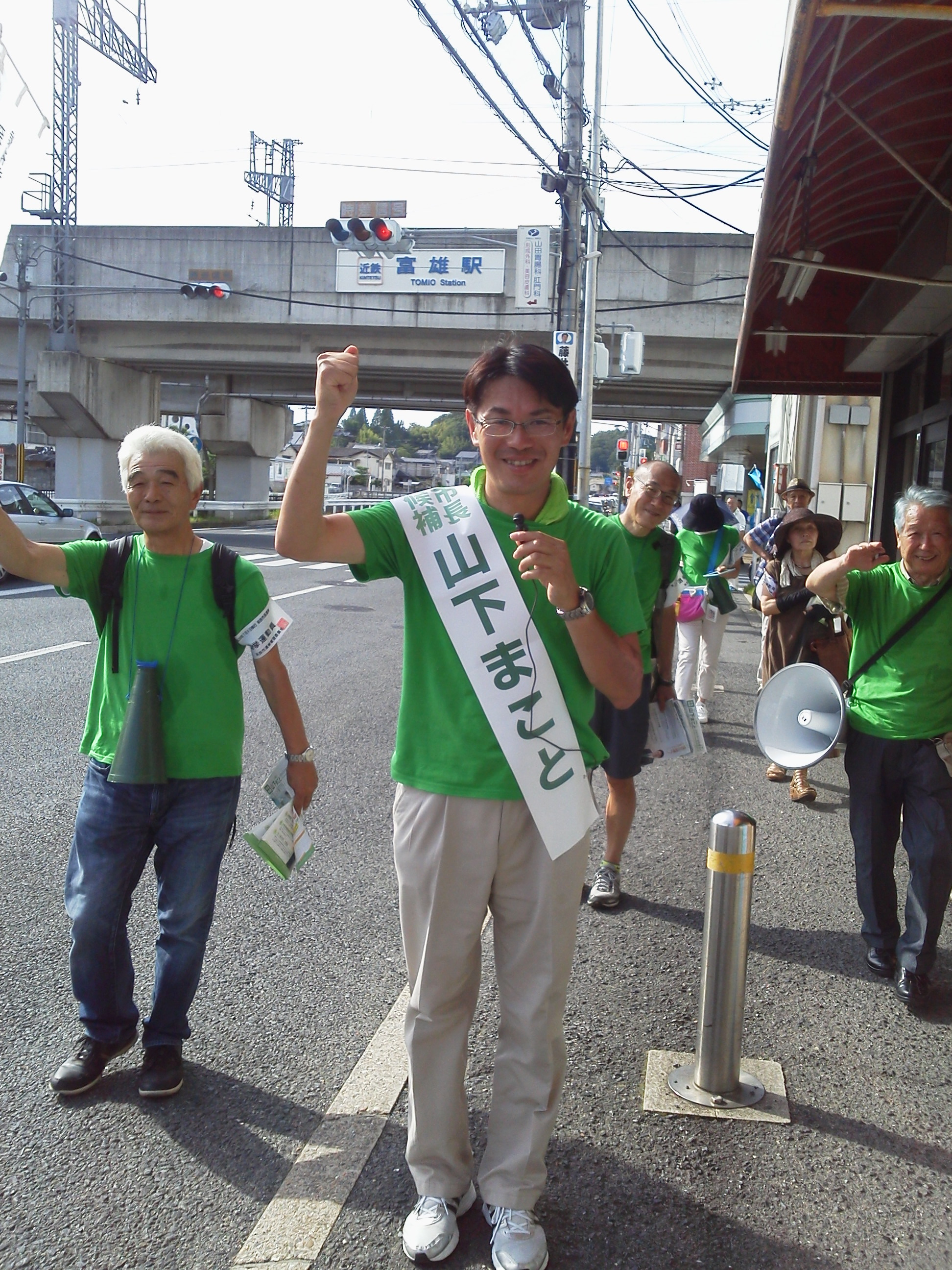
2017年7月に行われた奈良市長選挙で遊説中の山下。（奈良市富雄元町二丁目の近鉄富雄駅付近にて）

2017年7月9日、現職の任期満了に伴う奈良市長選挙に無所属で立候補したが僅差で敗れ、同じく無所属で立候補した現職市長仲川げんが3選を果たした。しかし「中川」と記した疑問票を有効したことなどにつき、異議申し立てをした。9月に奈良市選挙管理委員会により、棄却されたため、不服を申し立てていたが、2018年2月26日付で奈良県選挙管理委員会により審査申し立て棄却の裁決がなされた。3月30日、奈良県選挙管理委員会を大阪高等裁判所に提訴したが、「認められない」として棄却された。

### 2023年奈良県知事選挙
2023年の奈良県知事選挙に向けては、日本維新の会では奈良県総支部代表の前川清成衆議院議員が立候補に意欲を示していたが、1月18日には、前川が第49回衆議院議員総選挙を巡る公職選挙法違反（事前運動の疑い）で奈良地裁から罰金30万円の有罪判決を受け、奈良県総支部代表を辞任。代表不在の中であったが、同党県総支部は1月21日、大和高田市議会議員の森本尚順幹事長を中心に役員会を開き、知事選へ山下を擁立すると決定した。
同年4月9日、知事選執行。20時の投票終了と同時に山下の当選確実が出た。自民党奈良県連が推薦し、立憲民主党県連が支持した元総務官僚の平木省、現職の荒井らを破り初当選。山下の得票率は44.41％、平木と荒井を合わせた得票率は48.98％であったため、各メディアは一様に「自民分裂で維新が漁夫の利を得た」と報じた。大阪府以外の知事選挙で日本維新の会の公認候補が当選するのは初めてである。6月19日付で日本維新の会奈良県総支部代表に就任した。
2024年12月、日本維新の会常任役員に就任。

## 政策・人物

### 生駒市長時代
- 2006年2月3日、生駒市役所に初登庁するが、日本共産党以外の全会派が圧倒的多数を占めるオール野党の生駒市議会で苦戦を強いられた。初登庁時に市議会議長の酒井隆に就任の挨拶に赴き、市政運営への協力を求めたが、山梨県出身の山下に対して「市長がなんぼいちびっても、議会がついていかにゃ何もできん」と関西弁で応じ、会談の終わりに握手を求めた山下に対し、「あんた共産党か？」と尋ね、山下が「違います」と返答すると、「違うのなら握手したる」と応じた[23] 。このやり取りが関西ローカルの番組で大々的に報道され、酒井は釈明に追われた。その後、生駒市議会では山下が提案した議案は次々に否決、または審議が進まず、2006年度予算も市議会で否決されたため暫定予算が執行され、2ヶ月後に一般予算が可決された[24]。
- 2007年4月に行われた生駒市議会議員選挙の直後、市議会議長の酒井隆、前市長の中本幸一が、生駒市が発注した足湯の公共事業に関する収賄及び背任の容疑で逮捕された。生駒市議選では山下の支持団体である「さわやか生駒」が擁立した候補2人が当選し、オール野党の情勢は緩和したものの、議会の反市長の風潮は残った。山下が提案した副市長人事案は否決され、2011年8月まで副市長は不在であった[25]。
- 生駒市長に初当選後、生駒市から奈良市へ転居した。子育てを転居の理由に挙げたものの、生駒市議会から批判を受けた[26]。2010年、生駒市長再選を機に家族を奈良市に残したまま単身で生駒市に転居し、以後は単身赴任を続けている。山下は「他市に住んでいても市長の職務を執行するのに支障はないし、しがらみが出来にくい点などで利点もあるとは思っています」と述べている[27]。
- 2010年11月、山下の諮問機関の「市民自治推進会議」は市政の重要事項について市民の意思を直接問う「市民投票条例案」の原案をまとめ市のホームページなどで公開したが、同条例案の投票資格者に定住外国人が含まれることから、「外国人参政権を認めるのか」などの苦情や抗議が1,500件以上市に寄せられ、議論を呼んだ[28]。また、この推進会議は市の要綱のみを根拠に設置されており、法律や条例に基づき制定すると規定した地方自治法に違反するとして違法性が住民訴訟で争われ、2013年に大阪高裁は違法と認定。生駒市は裁判の途中で、推進会議の設置条例を市議会に提案し、可決していた[29]。2014年6月24日、「市民投票条例案」が生駒市議会本会議で賛成多数で可決した。市議会では投票資格者に定住外国人が含まれることに質問が集中したが、山下は「地方自治法10条では、住民について自然人や法人、外国人を区別していない」とし、要件を満たせば日本人と外国人は同等に扱うとした[30]。山下は本会議での可決後、「常識的な判断をいただいた。反対派には誤解や偏見があったようだ」と述べた[31]。

### 奈良県知事時代
- 2023年1月に維新が同年の奈良県知事選への山下の擁立を決めた際は、山下が2015年に維新の看板政策である大阪都構想への再挑戦を批判する記事を寄稿していた[32]ことから維新内部で擁立に反対する声も出た。また、山下の立候補表明の翌日には維新の創設者である橋下徹がTwitter上で「とりあえず勝てばいいという腹なのか」と維新執行部の対応を公然と批判し、山下は同日中にtwitterで「都構想に対する誤解があったと反省しています」と投稿し、公認候補として維新の政策に精通することを誓った[33]。山下は知事選の当選後、維新の掲げる政策に全面的に賛成する意向を示し、自身の過去の言動については「都構想自体に反対したわけではなく、（2度目の住民投票について）一度民意が出たにもかかわらず、もう一度取り組むのはどうなのか、と申し上げた」と釈明。維新の吉村洋文共同代表（大阪府知事）から都構想の理念を聞き納得したとして、維新が3回目の都構想挑戦を掲げた場合は賛成する意向を示した[34]。
- 前任の荒井県政については「インフラ整備で一定の成果はあったと思うが、箱ものに偏重していたことは否めない」と指摘。知事選当選後、荒井が推進していたスポーツ施設や教育機関を整備する「大和平野中央田園都市構想」の中核事業や、飛行場機能を備えた「大規模広域防災拠点」は不要と指摘し、事業を見直す意向を示した。また、平城宮跡を通る近鉄奈良線の移設や、県が誘致を進める中央新幹線の奈良県内新駅と関西国際空港との間を結ぶ鉄道輸送網の整備などについても、検証する意向を示した[35]。2023年6月12日には、これら15事業について全部もしくは一部を中止する内容の予算査定結果を発表した[36]。
- 知事選でも争点となった五條市で計画されていた大規模広域防災拠点計画は、南海トラフ巨大地震に備え、1期・2期・3期と段階を踏んで整備される予定であったが、山下は、3期の2000メートル級の滑走路を整備だけを取り上げて、その総事業費は720億円であり、国の緊急防災・減災事業債の対象のため、県の負担は実質3割になるにも関わらず、1000億の谷底の滑走路などと吹聴。山下は「2000メートル級が必要なのか。ヘリポートではダメなのか。費用対効果の検証が不十分だ」と疑問視していた[37]。6月12日には規模の縮小も含めて再検討すると発表した[38]。また、600メートル級滑走路を整備する2期工事の完成に必要な用地の多くは確保済みで、山下は「これをどうするか。すごく大きな問題」とも述べた。これに対し、2011年の紀伊半島水害で消防団員として出動した経験も持つ[39]、平岡清司五條市長は、6月28日に市議会議長と共に山下と面会し、当初の計画通りに拠点を建設するよう求めた[40]。7月5日に行われた三重・奈良・和歌山の知事が参加する「紀伊半島知事会議」で、山下は代替として南紀白浜空港や伊丹空港、八尾空港など既存の空港施設を大規模広域防災拠点として活用する案を示した。これに対し和歌山県の岸本周平知事は「（南紀白浜空港は）支援を受ける側に立つことを想定して整備してきたので、支援する側に回るとなると一足飛びに行かない部分もある。国からの支援も必要で今後勉強していきたい」とし、三重県の一見勝之知事は「地震発生時の滑走路や電源の状況によってはすぐに使えない可能性も考えられる。さまざまな論点があるが、しっかり議論していきたい」と述べた[41]。
  - 2024年1月24日、山下は事業見直しで白紙となった五條市の土地について、大規模な太陽光発電施設の整備を官民連携で進めていく構想を発表。ヘリポートや備蓄倉庫といった防災機能も併せて整備し、災害時の非常用電源としての活用も想定しているとした。これに対し同市の平岡市長は「非常に遺憾だ」とするコメントを発表。「地元は『子や孫、たくさんの人の命を救うためならば』ということで先祖代々の土地を手放し、協力してくれた」とし、「今回の進め方はいかがなものか」と批判した[42]。2月9日の県議会の総合防災対策特別委員会では、委員が構想に至った経緯の記録資料を担当職員に要求したが、「内部で確認する」などとして詳細な回答を得られなかった。これを受け県議会は同13日に施設の防災機能の明確化や、議会や地権者との議論を求める提言書を山下に提出した[43][44]。同15日には県に土地を売却した地元住民の代表8人が県議会を訪れ岩田国夫議長と面会。太陽光発電施設の建設について「全国的に災害、環境、景観などのトラブルが発生している。地元の思いを裏切るもので、住民としては到底受け入れられるものではない」として当初の計画通り大規模広域防災拠点の整備を進めるよう求める要望書を手渡した[45]。2月19日、五條市内で住民説明会が開かれ、山下は計画の見直しを知事選の公約に掲げた自身の立場を訴え、災害時に非常用電源として役立てる狙いや固定資産税が市に入る利点を強調したが、住民からは批判が相次ぎ、会場は反対一色となった[46]。2月21日の県議会総合防災対策特別委員会では、メガソーラー計画策定の経緯を尋ねる質問が相次ぎ、県は2023年8月頃に山下が副知事に五條市の用地を太陽光発電施設の候補地に加えるよう指示していたことや、12月に県危機管理監が山下に対し同市の用地を大災害時に全国からの救援部隊や支援物資を集める施設にしたいと提案したものの、後日この施設は橿原市の県立橿原公苑に整備すると山下から聞かされたことを明らかにしたが、最終的に五條市でメガソーラー施設を整備すると山下が決めた理由などは明らかにならず、議員からは「経緯が不透明だ」との声が上がった[47][48]。2月22日にはメガソーラーを含む県の施設再編について、中南和地域の22市町村長が地元への説明を求めた要望書を山下に提出。山下は同29日の会見で、五條市とのやり取りを記録した時系列表を示し、1月下旬の発表数日前から県幹部が副市長や地元住民に説明し説明責任は果たしているとし、「これ以上議論しても溝は埋まらない。構想に反対する理由には合理性がなく、計画を変更するつもりはない」と語気を強めた[49]。また、2月に開かれた住民説明会にも言及し、「反対の理由に合理性があればこちらの計画が煮詰まっていなかったと思うが、意見を聴いても問題があったと感じる部分はなかった。必要な説明はすでにした」と述べた[50]。3月19日、県議会予算審査特別委員会で県が提出した2024年度一般会計当初予算案の採決が行われ、メガソーラー整備構想を前提とした防災計画の見直しについて自民党会派と公明党会派が異議を唱え、反対多数で否決された[51][52]。同月25日、自民党会派がメガソーラー関連事業費など約5200万円を削減した修正案を提出し、賛成多数で可決された[53]。
    - 山下は2024年1月の構想発表時点では、メガソーラーの規模について「25ヘクタール以上」としていたが、地元住民や県議会からの反発を受け、専門家による検討部会を設置して構想の練り直しに着手。同年11月12日に検討部会による試算が初めて公表され、拠点内の関連施設の屋根にパネルを設置するなどすれば必要量をほぼ確保できるとする想定が示され、1ヘクタールに満たない小規模な整備にとどまる公算となることが明らかとなった[54]。2025年1月30日、県は太陽光パネルの整備を計約2100平方メートル規模に縮小して整備する内容を盛り込んだ基本構想案をまとめ、山下は「これまで計画した大規模な太陽光発電所は地元の同意を得る見通しが立っていない。事実上の断念だ」と述べた[55]。2月17日に五條市で1年ぶりとなる住民説明会が行われ、山下はメガソーラーの撤回に加え、宇陀市にある消防学校を五條市の防災拠点内に移転整備する方針を示し、住民からは方針転換を評価する声が相次いだ[56]。
- 川西町・三宅町・田原本町の磯城郡3町にスポーツ施設や教育機関を整備する「大和平野中央田園都市構想」は、三宅町に県立工科大を設置し、全国最悪レベルともいわれる若者の進学・就職による県外流出に歯止めをかける他、2031年の国民スポーツ大会開催に紐付けて、田原本町にサッカースタジアムなどを設置する計画で、2023年度には土地の取得費用など約37億円を計上していたが、山下は「少子化で既存の大学でも入学者の確保に苦労している。学生は都心の大学を好む傾向がある中で、本当に成功するのか」と疑問視[39]。6月12日に大学とスタジアムの建設を中止し、構想全体を見直すことが発表された[38]。山下は「前知事の思い付きで行われてきた事業が非常に多い」とも述べたが、これに対し森章浩・田原本町長は「ただのインフラ整備ではなく、大会が終わった後のまちづくりも含めて議論してきた」とした上で「思い付きでやってきた事業ではない。白紙にするならば、これまで踏んできた民主的手続きを丁寧に戻っていかないといけない」と苦言を呈した[57]。7月20日に県立工科大予定地の地権者を対象にした説明会が三宅町で行われたが、地権者からは「先祖からの土地を手放したのは、大学新設で地域の活性化を期待したから。詐欺に遭った気分だ」「知事が代わっても方針は変わらないと聞いていたのに」など、反発や怒りの声が相次いだのに対し、山下は費用対効果を理由に大学設置は困難であるとの主張を崩さず、1時間余りの議論は平行線で終わった。山下は説明会後取材に対し「地権者の思いは伝わったが、地域の発展に資する土地活用を大学以外の方法で考えたい。高等教育は文科省や既存の大学が考えるべきで、自分は知見を持ち合わせない」と述べた[58]。7月27日に山下と3町長で協議が行われ、山下は県土地開発公社が既に取得した計29ヘクタールの土地の活用について県と町のワーキンググループで協議し、来年度に協定を結ぶ方向性を示し、3町長は理解を示した一方、川西町の小沢晃広町長は「地権者からは、これまでの方針だから土地を譲ったとの声はある。そうした声も受け止めて協議をしなければならないし、責任があると思う」とも述べた[59]。
  - 2024年1月15日、山下と田原本町長の森が共同で記者会見を行い、橿原市にある県運転免許センターを同町のスタジアムの建設予定だった土地に移転させる計画を発表。2032年度の運用開始を目標とし、総工費は100億円を見込むとした[60]。2月6日、山下と小沢川西町長は、同町への農業研究施設設置の計画を撤回し、すでに取得していた土地にスポーツチームの関連拠点を誘致する方針を発表した[61][62]。2月9日、山下と森田浩司三宅町長は、大学の設置予定だった同町の土地に、県内の学生向けの学生寮を整備する方針を明らかにした[63]。2月22日には県の各種施設再編について、中南和地域の22市町村長が地元への説明を求めた要望書を山下に提出。要望書は橿原市の亀田忠彦が提案する形で連名で提出された[50]。また、亀田は免許センターの移転と、県橿原文化会館を廃止するとした県方針の撤回を求める内容の橿原市単独での要望書も提出した[64]。これに対し山下は29日の会見で「丁寧な説明が足りないというのは政治的なアピールだ」と反論。運転免許センター移転については、「発表の3日前に知った」とする亀田の主張に対し「県警の担当者が検討状況を昨年から報告していた」と反論。「市長とお会いして話すことはない」とも述べ、今後の協議の可能性を否定した[49]。3月5日に亀田は、「前年に受けた説明は市内の別の候補地が移転対象から外れたという内容のみで、市外移転は聞いていない」などとする県への再抗議のメールを送付し、山下に対し協議に応じるよう要請した[65]。
- 山下は橿原市で計画されていた、国民スポーツ大会（旧・国民体育大会）の開催に必要となる第1種陸上競技場の建設計画も中止すると発表した。県内には県営の第1種陸上競技場が無く、県立橿原公苑にある既存の競技場では第1種競技場に必要なサブトラックを新設できる場所もないことからこの計画が進められ、事業費は430億円程度を見込んでいたが、山下はこれを疑問視し、奈良市鴻ノ池陸上競技場（ロートフィールド奈良）を改修して使用することを検討するとした。しかし、国スポ開催は元々、県北部に比べて人口流出や産業の衰退が目立つ中南部の振興を図る狙いもあったことから、仲川げん奈良市長は「競技団体も橿原市での開催を前提に話を進めてきたはずだ。この段階で利用したいと言われても困る。奈良市にとってはありがたい話だが、（橿原市から会場を）かっさらうわけにもいかない」と困惑気味に語り、橿原市の亀田忠彦市長は「何年もかけて県と協議してきた計画が、たった1カ月の検討で覆るのは残念だ」とし、計画の継続を求める意向を示した[66]。8月9日に山下は国民スポーツ大会の開催地について、鴻ノ池陸上競技場の他、大阪府大阪市東住吉区の長居陸上競技場の利用も検討していると明らかにした[67]。8月10日の県スポーツ推進審議会では、「施設整備はスポーツ振興に寄与する。大会だけが目的ではない」「47年に一度のチャンスを逃すのか」「改修工事は予想以上に経費がかさむこともある」などの異論が相次ぎ、会長の原田宗彦大阪体育大学学長も「2024年の佐賀国スポのために整備したアリーナは2年先もイベントの予約が埋まっている。地域の活性化装置をむざむざ逃して、奈良・大阪国スポとなってよいのか」と疑問を呈した[68]。同月23日に山下は長居での開催案を撤回した[69]。
  - 2023年12月25日、県と奈良市は陸上競技会場を同市のロートフィールド奈良に決めたと発表した。県は改修費のうち、2分の1（上限1億円）を市に助成するとし、管理費は従来通り市が負担する[70]。2024年1月4日に山下は橿原市の県立橿原公苑内にある2つの体育館を統合して新アリーナを建設すると発表。国民スポーツ大会の開会式会場としても使用するとし、約130億円の工事費を見込んだ[71][72]。前述の運転免許センターの移転騒動もあり、山下と亀田の関係はこじれていたが、2024年7月には県立医科大学付属病院周辺のまちづくりについて、県と橿原市が話し合う「まちづくり協議会」が発足し、両者は関係改善を強調した[73]。同年11月27日に山下は同市のアリーナ建設予定地を橿原公苑内から医科大付属病院近くに設置を目指している近鉄・医大新駅の西側に変更すると発表。まちづくり協議会の中で浮上した案とされ、亀田も同構想に賛成する意向を示した[74]。
- 2023年5月末に地元住民を対象に奈良新聞とJX通信社が共同で実施した世論調査では、大規模広域防災拠点整備は「五條市に整備すべき」が54.79%と過半数を超えるなど住民の関心が高く、整備を求める回答が多かった。大和平野中央田園都市構想は計画の是非について賛否が割れ、橿原市のスポーツ施設整備は計画自体が県民の間にあまり知られていない結果となった。またいずれも見直しにあたっては住民の意向を聞くよう求める意見が多数を占めた[75]。
- 近鉄奈良線を南側へ移設する計画は、2062年の事業完了を目指して工事に1260億円を費やし、費用は奈良市、近畿日本鉄道と共に負担する計画であったが、山下はこれを白紙化し、大和西大寺駅周辺の高架化のみ実施すると発表した。宮跡内や新大宮駅周辺に残る踏切に関しては「現状でもそこまで混雑していない。人口減少に伴い、さらに混雑は解消される」と述べ、国に理解を求める意向を示した[76]。奈良市長の仲川は、「近鉄電車の車窓から眺める平城宮跡というのもある意味、一つの観光資源になっている」と、計画の中止に対して一定の理解を示した[57]。
- 大和郡山市の県中央卸売市場は、現在の建物が40年以上経過し老朽化が進んでいることから、施設の建て替えと共にスポーツを楽しめる広場などのにぎわいエリアを併設する計画で、総事業費は270億円を見込んでいたが、山下は「広場などがなくても、良いものを安く売れば客は来る。集客のために公園のような施設を設ける必要はない」と発言[77]。これに対し、上田清大和郡山市長は、再整備を見据えて玄関口となる平端駅周辺の整備を行ってきた経緯も踏まえ、「現場の声にぜひ耳を傾けていただきたい」と訴え、「建て替えの検討は間違っていない」とも述べた[57]。2023年6月に山下はエリアの見直しを表明したが、同月15日に上田は「『いいものを安くさえ売れば、お客さんは来るだろう』という知事のコメントがあったと思うが、大変強烈な違和感を抱いた」と述べたほか、知事の見直し方針は事前に県側から知らされておらず、「メディアを通じて知った」と不快感をあらわにした[78]。2024年5月28日に県は「市場エリア」を先行して整備する新たな方針を明らかにし、「にぎわいエリア」については、飲食施設などを想定して民間事業者による整備を進める方針を示した。市場エリアの設計・整備事業は26年度に始め、31年度の開業を目指す一方、にぎわいエリアの着工は早くても33年度になる見通しとしており、見直し案は運営協議会で承認されたものの、委員からは、にぎわいエリアの整備が遅れる心配や具体像が見えにくいといった指摘が相次いだ[79]。
- 2023年7月5日にはこれら大型事業の見直しに伴う県の組織改正を発表。県立工科大の設置に向けた5人体制の「大学設置準備室」と、近鉄奈良線の移設事業を担当していた「まちづくりプロジェクト推進課」は計画が中止されたことから廃止され、五條市に予定されていた「大規模広域防災拠点」を担当する「大規模広域防災拠点整備課」については、名称を「広域防災拠点課」に変えた上で人数を19人から9人に減らした。また、大阪・関西万博に向けた取り組みを強化するためとして知事公室に「万博推進室」を新たに設置し4人の職員を配置するとした[80][81]。
- 2023年5月8日の知事就任式で、山下は「県政情報は原則、公開とする」と述べ、月2度の定例記者会見を動画で配信するほか、報道陣の取材の要望にも積極的に応じるなどした。一方で同月に行われた上記大型事業見直しの査定会議では山下は「記録や録音はしないように」と指示し、議事録も作成されなかった。国の予算措置を含め、総事業費で4700億円の削減を見込む同会議の議事録が作成されないことについて、山下は「記録を残すと、自由な意見交換ができない」と主張したが、庁内には「言行不一致だ」と冷ややかにみる向きもあると報じられた[82]。
- 2024年12月、県議会において翌年10月に奈良公園春日野園地で予定される1日限りのK-POP無料ライブの事業費約2億7千万円の一部を盛り込んだ補正予算案の採決が行われたが、自民党会派からは「県民感情として、2億7千万円を使いなぜ一夜にして終わる祭典をするのか不自然でならない」（荻田義雄県議）と、費用対効果を疑問視する声が上がり、賛否が分かれた[83]。山下が知事就任後、「平城京天平祭」を費用対効果を理由に中止したことなどから、一貫性を疑問視する声も広がり、県には電話で批判が相次いだ。16日の本会議で県の補正予算案が可決されたが、賛成した維新なども経費節減を山下に申し入れ、山下は「日韓の友好親善、経済効果、県のPRといった価値がある」とコンサートの意義を強調した上で、経費削減も検討する意向を示した[84]。奈良県民からは「歴史的行事である平城京天平祭を差し置いてK-POPを独断で優先している」という批判も上がっている。2025年2月13日、山下は事業費を当初の約2億7000万円から凡そ9分の1の2900万円に減額すると表明した。 会場を奈良公園から屋内のなら100年会館大ホールに変更し、会場運営費や警備費などを大幅に削減する。会場変更により、9000人を想定していた観客数は6分の1の1500人に減る。山下は参加費無料は維持したが、超有名歌手の出演は難しいとの見方を示した[85][86]。3月18日、県議会予算審査特別委員会で2025年度当初予算案の採決が行われ、自民党などの反対多数で否決された[87][88]。同月25日、県議会本会議でイベントの事業費2900万円を盛り込んだ2025年度一般会計予算案が賛成多数で可決された。18日の予算審査特別委員会で反対した自民党会派の一部議員らから事業費を削除した修正案が提出されたが、賛成少数で否決された[89]。